# Национални акваријум Данска
Национални акваријум Данскe или планета Ден Бла је јавни акваријум у Данској.

## Историјат
Изградња првог акваријума у Шарлотенлунду је започета 1937. године. Године 1974. овај акваријум је проширен на пет великих пејзажних акваријума и биолошки музеј са тематским експонатима и акваријумима. Године 1990. године објекат је додатно проширен новом предњом двораном, кафићем, побољшаним тоалетним просторијама и школском услугом. У последњим годинама пре затварања акваријума у Шарлотенлунду, у око 70 акваријумских резервоара било је око 1.000.000 литара воде. Објекат је затворен 2012. године и већина колекције животиња пресељена је у нови и много већи акваријум планете Ден Бла у Каструпу, предграђу Копенхагена. Отворен је за јавност у марту 2013. године и највећи је акваријум у северној Европи. Главна сврха акваријума је ширење информација о мору, помоћ научним пројектима и помоћ у побољшању образовних установа. Налази у близини аеродрома у Копенхагену. У првој години постојања акваријум је примио око 1,3 милиона посетилаца - двоструко више него што се очекивало.

## Одељци акваријума

### Кишна шума
Одсек прашуме дом је патуљастих и филипинских крокодила, арована, пацуса, слатководних риба, великих сома, виолет турако птица и још много тога. Овај одељак такође има акваријум са великим јатом - око 3.000 - пирана. У близини прашуме налази се мањи пећински одсек, са акваријумом за пећинске тетре, разне електричне рибе (електрична јегуља и слон) и друге рибе које се налазе у тамним стаништима слатке воде.

### Велика афричка језера
Приказан је живи свет из језера Малави, језера Тангањику и језера Викторија. Првенствено је намењен циклидима, али такође је дом и других риба, попут нилског смуђа (високо грабежљивог који је одвојен од Викторијиних циклида акрилним стаклом), а део изнад тога је дом сеоским птицама секача и другим малим животињама.

### Еволуција и прилагођавање
Усмерен на еволуцију и прилагођавање риба, садржи акваријум мангрова, морских паса, блатњака и слично, као и акваријуме за корњаче и примитивне рибе као што су бицхир, гар и лунгфисх. Ово укључује најстарију рибу у акваријуму, аустралијску муњаругу која је стигла у дански акваријум у Шарлотенлунду 1967. године.

### Хладна вода
Превасходно су заступљене домаће данске врсте из слатке и слане воде. Између осталог, укључује базен на додир и велики северноатлантски акваријум са 15 m високом литицом за морске птице, у којој се налазе бакалар, вукодлак, стабло, лисице и друге врсте. У близини подручја хладне воде су џиновске пацифичке хоботнице, морске анемоне и још много тога. У овом делу су током одређеног времена били смештени и калифорнијски морски лавови. Након реновирања, у октобру 2014. године, пар морских видри преселио се у бивше станиште морског лава чинећи акваријум једним од три места на којима се ова врста може видети у Европи.

### Топли океан
У овом одељку се налази највећи акваријум на Плавој планети, океански резервоар од 4 000 000 литара. У њему живе морски пси, морски голубови, морске јегуље, златне краљевске рибе и остало.
Такође постоји тунел са морским псима дуг 16м. Насупрот Океанском акваријуму је 16 m корални гребен са живим коралима и рибама. Постоје и мањи акваријуми са врстама као што су шкампи, морски коњићи, и високо отровне камене рибе, лавови и маслинове морске змије.